# Carlos Alberto Wollgarten
Carlos Alberto Wollgarten, C.M. (nacido como Karl Albert Wollgarten; Düsseldorf, 27 de enero de 1897-Limón, Costa Rica, 28 de abril de 1937), fue un religioso alemán que ofició como segundo obispo del Vicariato Apostólico de Limón en Costa Rica.  Su vida estuvo marcada por su dedicación al servicio religioso y su contribución a la Iglesia Católica.

## Datos biográficos
Carlos Alberto Wollgarten nace en el barrio de Unterrath en la ciudad alemana de Düsseldorf el 27 de enero de 1897. A los 38 años recibe la tarea de dirigir el Vicariato Apostòlico de Limón, recibiendo el nombramiento como obispo titural de Chusia el 28 de enero de 1935, y consagrado como obispo el 1 de mayo del mismo año, por el arzobispo Carlo Chiarlo y segundos consagradores el arzobispo de San José Rafael Otón Castro y Jiménez y Mons. Antonio del Carmen Monestel y Zamora, obispo de Alajuela.
Como obispo de Limón desempeñó un papel crucial en la supervisión y guía espiritual de la comunidad católica en esa región. Sin embargo, su servicio eclesiástico fue truncado prematuramente, ya que falleció el 28 de abril de 1937, a la edad de 40 años, dejando un legado de compromiso y devoción a su labor pastoral en Costa Rica.

## Sucesión
| Predecesor: Agustín Blessing Presinger  | II Obispo del Vicariato Apostólico de Limón 10 de febrero de 1938 - 13 de enero de 1957 | Sucesor: Johann Paul Odendahl Metz                   |
| Predecesor: Sin creación del territorio | I Obispo titular de Chusira 10 de febrero de 1938 - 13 de enero de 1957                 | Sucesor: Mons. Francisco Javier Ochoa Ullate, O.A.R. |